# Roman Šmucler

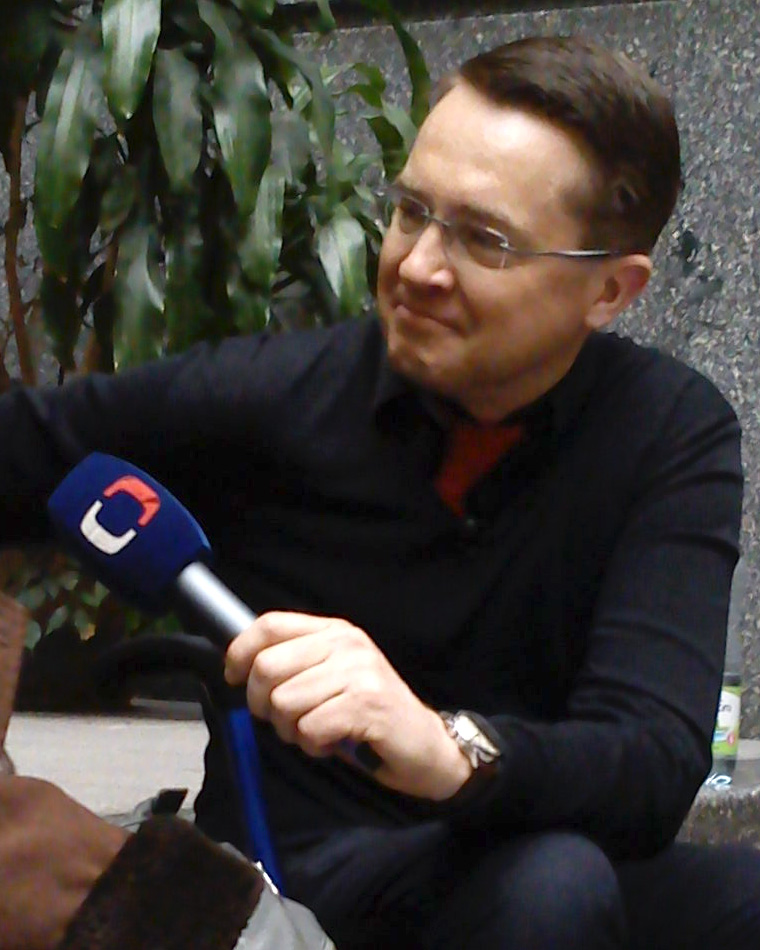
Roman Šmucler als Moderator des Programms Der klügste Tscheche

Roman Šmucler (* 8. Juli 1969 in Prag) ist ein tschechischer Zahnarzt, Kieferchirurg, Hochschullehrer, Unternehmer, Moderator und Drehbuchautor.

## Studium und medizinische Tätigkeit
Šmucler besuchte das Gymnasium in Příbram und absolvierte sein Medizinstudium von 1987 bis 1992 in Prag. Im Jahr 1995 legte er die erste, 2002 die zweite Approbationsprüfung im Bereich der Stomatologie ab. 2002 wurde ihm der Titel Kandidat der Wissenschaften (CSc.) verliehen. Er habilitierte sich an der Karls-Universität Prag im Bereich Stomatologie mit der Schrift Therapeutische Nutzung von Lasern in der orofazialen Onkologie. Seine Ernennung zum Dozenten erfolgte 2010.
Seit 1992 arbeitet er an der stomatologischen Klinik der 1. medizinischen Fakultät sowie im Allgemeinen Universitätskrankenhaus in Prag. Er ist leitender Arzt des Zentrums für photonische Medizin (auch als Leiter für die Ausbildung in englischer Sprache).
Zu seinem Hauptforschungsgebiet gehört die Anwendung von Lasern. Er absolvierte Fachpraktika in Boston, Paris, Uppsala, Soul, New York und Wien. An der Medizinischen Fakultät Pilsen widmet er sich der Forschung bezüglich Laserbehandlung onkologischer Erkrankungen. Außerdem arbeitet er mit der New York University (College of Dentistry) zusammen und ist am Institut für Onkologie und Rehabilitation Na Pleši tätig. Des Weiteren forscht er im Fachbereich für Zahnimplantate und dentoalveoläre Chirurgie.
Šmucler ist Mitglied tschechischer und internationaler Fachgesellschaften. Unter anderem ist er seit 1996 Mitglied und seit 2013 Vorsitzender der Gesellschaft für den Einsatz von Lasern in der Medizin der Tschechischen Gesellschaft für ästhetische und Lasermedizin (früher Gesellschaft Jan Evangelista Purkyně).
Er veröffentlichte Fachartikel und Monografien, wirkt bei Fachsendungen im Fernsehen und Rundfunk mit und hält international Vorträge.

## Medienkarriere
In einem tschechischen Literaturwettbewerb erhielt Šmucler 1986 den zweiten Platz sowie 1987 den ersten und zweiten Platz. 1989 gewann er gemeinsam mit Robert Tamchyna und Martin Ondráček den Wettbewerb für das Mikroforum (Tschechischer Rundfunk). Er gehörte zum Team der neuen föderalen Station E+M und wirkte 1989 im Rahmen einer revolutionären Sendung mit. Er moderierte das Mikroforum und wirkte bei der Sendung Nočnílinka Mikrofóra (Mikroforum-Nachtlinie) mit. Seit 1991 moderierte er regelmäßig das Studio Kontakt im Tschechischen Fernsehen sowie auch andere Sendungen – u. a. 1992 und 1993 Miss Československa (Miss Tschechoslowakei).
1994 moderierte er die erste Direktübertragung des Fernsehsenders TV Nova sowie die Sendungen Uzel (Knoten), Proč? (Warum?), Tabu und 1 proti 100 (1 gegen 100). Er war Autor der Sendung Tabu, welche auch im Ausland ausgestrahlt wurde. Außerdem trat er u. a. im Rahmen der Sendungen Zlatá mříž (Goldenes Gitter), Miss desetiletí (Miss Jahrzehnt) sowie beim Silvesterprogramm auf. Beim Fernsehsender Nova war er bis 2005 tätig. 2008 moderierte er die Sendung Milionář (Millionär) beim Sender Prima TV. Seit 2013 übernahm er wieder die Moderation des nächtlichen Mikroforums im Tschechischen Rundfunksender 2 und arbeitete beim Tschechischen Fernsehen an der Sendung „Nejchytřejší Čech“ (der Klügste Tscheche) mit. Seit 1992 war er selbständiger Produzent für Fernsehsendungen.

## Unternehmerische Tätigkeit
Šmucler gründete 1996 die Gesellschaft Asklepion-Lasercentrum Praha s.r.o.
Diese Gesellschaft betreibt eine nicht-staatliche Gesundheitseinrichtung, welche sich vom Laserzentrum mit Spezialisierung auf ästhetische Lasermedizin zum Multifachinstitut für ästhetische Medizin in Prag mit mehreren Niederlassungen entwickelte. Die Gesellschaft verfügt über Praxen im Ausland, wo ca. 40 % der Patienten behandelt werden. Die Gesellschaft wirkte an der Entstehung von Gesundheitseinrichtungen mit, welche von ihr anschließend an andere Betreiber verkauft wurden oder gründete diese primär für andere juristische Personen (auch im Ausland).  Sukzessive entstanden Tochtergesellschaften, welche auf Handel, medizinische Schulungen sowie auf die Herstellung von Kosmetikprodukten spezialisiert sind. Im Jahr 2008 hatte die Gesellschaft einen Anteil am Institut für Onkologie und Rehabilitation Na Pleši, s.r.o. erworben. Ebenfalls 2008 erwarb sie über die Gesellschaft Asklepion SG Hospital, s.r.o. (zusammen mit der SUDOP Group, einem Partner von Asklepion) den Mehrheitsanteil am Städtischen Krankenhaus Mariánské Lázně, welches sie später verkaufte.

## Politik
2009 wurde er zum Spitzenkandidaten der politischen Partei TOP 09 für die Region Karlovy Vary für die nicht stattgefundenen Abgeordnetenhauswahlen der Tschechischen Republik im Oktober 2009 ernannt. Von dieser Spitzenkandidatur trat er im Januar 2010 aus zeitlichen Gründen zurück.

## Familie
Seine geschiedene Ehefrau ist Libuše Šmuclerová. Sie haben eine gemeinsame Tochter.

## Auszeichnungen
Im Jahr 2009 wurde ihm gemeinsam mit Jiří Mazánek und Marek Vlk der medizinische Forschungspreis für das Jahr 2008 verliehen. Er erhielt außerdem Preise für Vorträge im Rahmen von medizinischen Kongressen im Ausland. Im Jahr 2005 belegte er in den Umfragen ANNO und TýTý (beliebteste Fernsehsendungen und -gesichter) den 2. Platz.